# Giải bóng đá U-21 Quốc gia 1999
Giải bóng đá U-21 Quốc gia 1999, tên gọi chính thức là Giải bóng đá U-21 Quốc gia – Cúp Báo Thanh Niên 1999, là mùa giải thứ ba của Giải bóng đá Vô địch U-21 Quốc gia do Liên đoàn bóng đá Việt Nam (VFF) phối hợp với báo Thanh Niên tổ chức. Mùa giải lần này diễn ra theo hai giai đoạn, với giai đoạn vòng loại kéo dài đến tháng 6 năm 1999. Vòng chung kết của giải, gồm 8 đội bóng, được tổ chức tại Đà Nẵng từ ngày 24 tháng 6 đến ngày 4 tháng 7 năm 1999.

## Vòng loại
13 đội bóng đã đăng ký tham dự mùa giải lần này từ vòng loại. Đội đương kim vô địch Thể Công và đội chủ nhà của vòng chung kết Đà Nẵng được miễn thi đấu vòng loại. Các đội bóng được sắp xếp sẵn vào ba bảng đấu dựa theo khu vực địa lý, thi đấu vòng tròn một lượt chọn ra hai đội đứng đầu mỗi bảng lọt vào vòng chung kết.

### Các đội bóng
| Vào thẳng vòng chung kết | 1. Đà Nẵng (chủ nhà vòng chung kết) 2. Thể Công (đương kim vô địch) | 1. Đà Nẵng (chủ nhà vòng chung kết) 2. Thể Công (đương kim vô địch)     | 1. Đà Nẵng (chủ nhà vòng chung kết) 2. Thể Công (đương kim vô địch) |
| Tham dự vòng loại        | Bảng A                                                              | Bảng B                                                                  | Bảng C                                                              |
| Tham dự vòng loại        | - Hải Phòng - Quảng Ninh - Đường sắt Việt Nam                       | - Bình Định - Quảng Nam - Công an Thành phố Hồ Chí Minh - U-19 Việt Nam | - Đồng Tháp - Gạch Đồng Tâm - Tiền Giang - Cần Thơ - Vĩnh Long      |

### Các đội vượt qua vòng loại
| Câu lạc bộ                    | Tư cách vượt qua vòng loại | Tham dự vòng chung kết | Thành tích tốt nhất  |
| ----------------------------- | -------------------------- | ---------------------- | -------------------- |
| Đà Nẵng                       | Chủ nhà                    | Lần đầu                | Lần đầu              |
| Thể Công                      | Đương kim vô địch          | 3 lần                  | Vô địch (1997, 1998) |
| Hải Phòng                     | Nhất bảng A                | 3 lần                  | Hạng ba (1998)       |
| Quảng Ninh                    | Nhì bảng A                 | Lần đầu                | Lần đầu              |
| Bình Định                     | Nhất bảng B                | 2 lần                  | Vòng bảng (1998)     |
| Công an Thành phố Hồ Chí Minh | Nhì bảng B                 | Lần đầu                | Lần đầu              |
| Gạch Đồng Tâm                 | Nhất/nhì bảng C            | Lần đầu                | Lần đầu              |
| Đồng Tháp                     | Nhất/nhì bảng C            | 3 lần                  | Á quân (1998)        |

## Địa điểm
Tất cả các trận đấu của vòng chung kết diễn ra tại sân vận động Chi Lăng, thành phố Đà Nẵng. 
| Đà Nẵng               |
| --------------------- |
| Sân vận động Chi Lăng |
| Sức chứa: 25.000      |
|                       |

## Vòng bảng
Tám đội bóng được chia thành hai bảng, thi đấu vòng tròn một lượt để chọn ra hai đội đứng đầu mỗi bảng vào bán kết. Lễ bốc thăm cho vòng chung kết đã diễn ra vào ngày 22 tháng 6 năm 1999 tại khách sạn Bamboo Green, thành phố Đà Nẵng.

### Bảng A
| VT | Đội                           | ST | T | H | B | BT | BB | HS | Đ | Giành quyền tham dự     |
| -- | ----------------------------- | -- | - | - | - | -- | -- | -- | - | ----------------------- |
| 1  | Thể Công                      | 3  | 2 | 1 | 0 | 8  | 4  | +4 | 7 | Vòng đấu loại trực tiếp |
| 2  | Đà Nẵng (H)                   | 3  | 2 | 0 | 1 | 6  | 3  | +3 | 6 | Vòng đấu loại trực tiếp |
| 3  | Công an Thành phố Hồ Chí Minh | 3  | 1 | 1 | 1 | 3  | 3  | 0  | 4 |                         |
| 4  | Quảng Ninh                    | 3  | 0 | 0 | 3 | 1  | 8  | −7 | 0 |                         |

| Đà Nẵng                                  | 2–3 | Thể Công                                                  |
| ---------------------------------------- | --- | --------------------------------------------------------- |
| - Thành Công (10) 66' - Hà Mai Giang 70' |     | - Thanh Hải 29' - Bùi Đoàn Quang Huy 86' - Huỳnh Diệp 90' |

| Công an Thành phố Hồ Chí Minh                | 2–0 | Quảng Ninh |
| -------------------------------------------- | --- | ---------- |
| - Giang Thành Thông 3' - Nguyễn Ngọc Thọ 29' |     |            |

| Thể Công | 1–1 | Công an Thành phố Hồ Chí Minh |
| -------- | --- | ----------------------------- |
|          |     |                               |

| Đà Nẵng | 2–0 | Quảng Ninh |
| ------- | --- | ---------- |
|         |     |            |

| Thể Công | 4–1      | Quảng Ninh |
| -------- | -------- | ---------- |
|          | Chi tiết |            |

| Đà Nẵng                          | 2–0      | Công an Thành phố Hồ Chí Minh |
| -------------------------------- | -------- | ----------------------------- |
| - 28' (ph.đ.) - Hà Mai Giang 59' | Chi tiết |                               |

### Bảng B
| VT | Đội           | ST | T | H | B | BT | BB | HS | Đ | Giành quyền tham dự     |
| -- | ------------- | -- | - | - | - | -- | -- | -- | - | ----------------------- |
| 1  | Đồng Tháp     | 3  | 2 | 1 | 0 | 8  | 4  | +4 | 7 | Vòng đấu loại trực tiếp |
| 2  | Gạch Đồng Tâm | 3  | 2 | 0 | 1 | 10 | 6  | +4 | 6 | Vòng đấu loại trực tiếp |
| 3  | Hải Phòng     | 2  | 0 | 1 | 1 | 1  | 4  | −3 | 1 |                         |
| 4  | Bình Định     | 2  | 0 | 0 | 2 | 2  | 7  | −5 | 0 |                         |

| Đồng Tháp | 3–0      | Bình Định |
| --------- | -------- | --------- |
|           | Chi tiết |           |

| Gạch Đồng Tâm | 3–0      | Hải Phòng |
| ------------- | -------- | --------- |
|               | Chi tiết |           |

| Đồng Tháp | 1–1 | Hải Phòng |
| --------- | --- | --------- |
|           |     |           |

| Bình Định | 2–4 | Gạch Đồng Tâm |
| --------- | --- | ------------- |
|           |     |               |

| Đồng Tháp | 4–3 | Gạch Đồng Tâm |
| --------- | --- | ------------- |
|           |     |               |

| Hải Phòng | Hủy | Bình Định |
| --------- | --- | --------- |
|           |     |           |

## Vòng đấu loại trực tiếp
Trong vòng đấu loại trực tiếp, hiệp phụ (có áp dụng luật bàn thắng vàng) và loạt sút luân lưu sẽ được sử dụng để quyết định đội thắng nếu cần thiết.

### Bán kết
| Thể Công          | 0–0 (s.h.p.) | Gạch Đồng Tâm |
| ----------------- | ------------ | ------------- |
|                   | Chi tiết     |               |
| Loạt sút luân lưu |              |               |
|                   | 4–3          |               |

| Đồng Tháp         | 1–1 (s.h.p.) | Đà Nẵng             |
| ----------------- | ------------ | ------------------- |
| Nguyên Hưng 67'   | Chi tiết     | Trịnh Duy Quang 79' |
| Loạt sút luân lưu |              |                     |
|                   | 5–6          |                     |

### Tranh hạng ba
| Gạch Đồng Tâm                    | 2–1      | Đồng Tháp    |
| -------------------------------- | -------- | ------------ |
| - Lê Thanh Xuân - Phạm Ngọc Hiệp | Chi tiết | - Trung Vĩnh |

### Chung kết
| Thể Công          | 1–0      | Đà Nẵng |
| ----------------- | -------- | ------- |
| Ngô Hoàng Anh 75' | Chi tiết |         |

## Thống kê

### Vô địch
| Vô địch Giải bóng đá U-21 Quốc gia 1999 |
| --------------------------------------- |
| Thể Công Lần thứ 3                      |

### Các giải thưởng
Các giải thưởng dưới đây đã được trao sau khi giải đấu kết thúc:
| Vua phá lưới                   | Cầu thủ xuất sắc nhất         | Thủ môn xuất sắc nhất     | Giải phong cách |
| ------------------------------ | ----------------------------- | ------------------------- | --------------- |
| Hà Mai Giang (Đà Nẵng)         | Lê Thanh Xuân (Gạch Đồng Tâm) | Nguyễn Vũ Dũng (Thể Công) | Đà Nẵng         |
| Phạm Ngọc Hiệp (Gạch Đồng Tâm) | Lê Thanh Xuân (Gạch Đồng Tâm) | Nguyễn Vũ Dũng (Thể Công) | Đà Nẵng         |

### Cầu thủ ghi bàn
Đã có 45 bàn thắng ghi được trong 15 trận đấu, trung bình 3 bàn thắng mỗi trận đấu.